# Еолични стълбове
Еоличните стълбове (по името на древногръцкия бог на ветровете Еол) са причудливи каменни колони, образувани от изветрянето на седиментните скали.
Скатът на хълма е нашарен с преплетени пукнатини. Водата, стичаща се по ската, навлиза в тях и образува дълбоки и тесни жлебове, а после се промъква и в пукнатините по стените на жлебовете. През зимата водата замръзва и се разширява, като разширява и пукнатините в скалите. Постепенно започват да се оформят колони. Някои видове скали се рушат по-бързо от други, затова и колоните имат странни форми. Някои от стълбовете се струпват и постепенно стават на прах. След време и тези еолични стълбове ще изчезнат, но междувременно ще се образуват нови.
Те са в изобилие в каньона Брайс, в Юта, САЩ, на дъното на езеро отпреди 50-60 милиона години, но се срещат и на много други места по света.